# Calyptotheca obscura
Calyptotheca obscura är en mossdjursart som beskrevs av Harmelin, Cuadra och Mauricio Garcia 1989. Calyptotheca obscura ingår i släktet Calyptotheca och familjen Parmulariidae. Inga underarter finns listade i Catalogue of Life.